# 石塚七菜子
石塚 七菜子（いしづか ななこ、2016年〈平成28年〉11月28日 - ）は、日本の女優、子役。スマイルモンキー所属。

## 来歴
2024年3月、子供向け食育・料理番組「ゴー!ゴー!キッチン戦隊クックルン」（Eテレ）の6代目キッチン戦隊クックルンのマメコ役に抜擢された。

## 出演

### テレビ番組
- 横澤×カレン (2022年、読売テレビ）
- Sister 第8・9話（2022年、読売テレビ） - まどか 役
- 最初はパー（2022年、テレビ朝日） - 市毛かりん 役
- 夜もオハ！よ～いどん（2023年、NHK Eテレ）
- ゴー!ゴー!キッチン戦隊クックルン（2024年4月1日 - 、NHK Eテレ）- マメコ 役[1]
- スゴEフェス2024（2024年11月4日、NHK Eテレ） - ゴー!ゴー!キッチン戦隊クックルン マメコ 役

### 映画
- はたらく細胞（2024年12月13日、ワーナー・ブラザース映画） - 血小板 役[2]
- 片思い世界（2025年4月4日、東京テアトル / リトルモア） - 阿澄さくら（8歳時） 役[3]

### CM
- エディオン「時間帯指定」篇（2022年）
- 日清製粉ウェルナ スマートテーブル ミニチュロス（2022年）
- こどもちゃれんじ ちゃれんじタッチ（2022年）
- ドコモでんき（2022年）
- タカラトミー リカちゃん（2022年）
- バンダイ アンパンマンおしゃべりミキサー（2022年）
- 三井アウトレットパーク 木更津（2022年）
- KOSE 敏感肌ケアキャンペーン 新CM『みんなの敏感肌ケア』篇（2023年）[4]
- ノーリツ Orche「使うほど、料理上手。」篇（2023年）
- 美和ロック「訪問者がいっぱい」篇（2023年）
- セキスイハイム おひさまハイム「つくって使う暮らし」篇（2023年）
- 日立ソリューションズ 「子どもの夢篇」（2024年）
- バンダイ 光るパジャマ 「25春夏 光るパジャマキャンペーン 春編」（2025年）

### WEB
- 大阪ヘルスケアパビリオン プロモーション動画（2025年）